# Rabdomyosarcoom
Het rabdomyosarcoom is een wekedelentumor (of sarcoom) die voornamelijk voorkomt bij kinderen en adolescenten. De tumor ontstaat uit embryonale cellen die kunnen uitrijpen naar spiercellen. Het is de meestvoorkomende wekedelentumor bij kinderen en kan bijna op elke plek in het lichaam ontstaan. Sarcomen komen bij 6 tot 8 op de 1.000.000 kinderen voor en 60% hiervan zijn rabdomyosarcomen. De meestvoorkomende types zijn het embryonaal en het alveolair rabdomyosarcoom.

## Symptomen
De symptomen van het rabdomyosarcoom zijn afhankelijk van de locatie waar de tumor zich bevindt, en zijn meestal het gevolg van druk van de tumor op omliggende weefsels of organen.

## Diagnose
De diagnose rabdomyosarcoom kan eigenlijk alleen worden gesteld door het tumorweefsel te onderzoeken. Hiervoor zal een stukje weefsel of biopt worden afgenomen. Van tevoren zal door middel van röntgenonderzoek, een echografie, MRI, CT, PET scan en/of botscan worden beoordeeld waar de tumor zich precies bevindt, hoever deze is doorgegroeid en of er aanwijzingen zijn voor uitzaaiingen.

## Behandeling
De behandeling van deze tumor is bijna altijd een combinatiebehandeling. Eerst volgt chemotherapie om de tumor kleiner te maken en eventuele uitzaaiingen te voorkomen of te behandelen. Daarna volgt de zogenaamde lokale behandeling waarbij er een operatie plaatsvindt om de tumor te verwijderen, eventueel gecombineerd met lokale bestraling. Ten slotte volgt vaak opnieuw chemotherapie eventueel gevolgd door uitwendige bestraling.